# FEAR Perseus Mandate
 (novembre 2018).
Si vous disposez d'ouvrages ou d'articles de référence ou si vous connaissez des sites web de qualité traitant du thème abordé ici, merci de compléter l'article en donnant les références utiles à sa vérifiabilité et en les liant à la section « Notes et références ».
FEAR Perseus Mandate est un opus de la franchise de jeu de tir à la première personne F.E.A.R..
L'histoire de Perseus Mandate se déroule pendant et après les événements du premier jeu F.E.A.R, où le joueur incarne un autre membre du F.E.A.R que celui vu dans le premier jeu et Extraction Point.